# 만병초
만병초(萬病草, Rhododendron brachycarpum)는 지리산, 울릉도, 강원도 이북에서 자라는 상록관목으로 높이는 약 4m이다. 어린 줄기에는 회색 털이 촘촘하게 나 있지만 털은 곧 없어지고 줄기는 갈색으로 변한다. 잎은 어긋나며 줄기 끝에서는 5~7장이 모여 달린다. 7월에 큰 꽃 10~20송이가 가지 끝에 무리지어 핀다. 통꽃인 꽃부리는 끝이 다섯 갈래로 갈라지며, 흰색 또는 옅은 노란색 바탕에 안쪽 윗면에는 녹색 반점이 있다.
한방에서 잎을 류머티즘, 신경통 따위에 약으로 이용한다. 많은 병을 두루 고친다고 해서 만병초라는 이름이 붙었지만, 독성이 강하므로 주의해서 사용해야 한다. 모든 병을 낫게 해준다고 해서 만병초라 이름지어졌다. 잎은 만병엽(萬病葉)이라 하여 콩팥이 나쁜 경우나 류머티즘에 먹으면 효과가 있고 이뇨에도 쓰인다. 주로 고산지대의 숲속에서 자라며 강원도 북쪽지방에서 흔히 볼 수 있다. 반그늘진 곳 또는 그늘진 곳, 특히 공기중에 습기가 많은 곳에서 잘 자라고 추위에 잘 견디지만, 생장속도가 느리고 공해에 약하다.

## 재배 및 관리
1년 내내 통풍이 잘 되는 곳을 선택한다. 햇빛이 너무 강하게 드는 곳은 좋지 않고, 겨울에도 강한 바람을 피할 수 있는 곳이 좋다. 화분에 심으면 노지에서 야생으로 자랄 때보다 키가  많이 작아지기 때문에 분재용으로 많이 이용한다.